# Бегеба Володимир Миколайович
Бегеба Володимир Миколайович (12 вересня 1940 року, с. Пограничне, Брестська область, Білорусь) — український лісівник, кандидат технічних наук, доцент кафедри механізації лісового комплексу Національного університету біоресурсів і природокористування України. Член-кореспондент Лісівничої академії наук України.

## Біографія
Бегеба Володимир Миколайович народився 12 вересня 1940 року в селі Пограничне Рясненської сільської ради Кам'янецького району Брестської області Білорусі.
1965 року закінчив з відзнакою Львівський лісотехнічний інститут за спеціальністю «машини та обладнання лісового господарства та лісозаготівель». Здобув кваліфікацію «інженер-механік». У період 1965—1968 років працював головним інженером Ізюмського держмехлісгоспу Харківської області. 1968 року вступив до аспірантури.
1973 року кандидатську дисертацію за спеціальністю 05.420 — «Машини та обладнання лісового господарства і лісозаготівель» в Українській сільськогосподарській академії в Києві. 1984 року отримав вчене звання доцента по кафедрі механізації лісового комплексу в академії. Працював асистентом, доцентом, пізніше завідувачем кафедри механізації лісового комплексу в Національному аграрному університеті. Працює також доцентом кафедри механізації лісового комплексу в Національному агроекологічному університеті міста Житомира.
Бегеба Володимир Миколайович викладацьку роботу проводив за спеціальностями «Лісове господарство» та «Обладнання лісового комплексу». Основні навчальні дисципліни, які викладав: основи лісоексплуатації, лісозаготівлі і транспорт лісу, механізація лісогосподарських робіт, машини та обладнання лісового комплексу, лісозаготівлі, лісові дороги і транспорт лісу. Науково-педагогічний стаж складає понад 45 років.

## Наукові праці
Протягом 1968—2012 років Бегеба В. М. працював над удосконаленням та розробкою нових конструкцій машин і обладнання для механізації робіт у лісовому господарстві та при лісозаготівлях, займався розробкою енергозберігаючих технологій та обладнання у лісовому комплексі.
Бегеба Володимир Миколайович опублікував близько 120 наукових, 10 науково-популярних і 12 навчально-методичних статей, йому належать також 37 винаходів у галузі механізації лісового комплексу.
- (рос.) Бегеба В. М. Опыт промышленного использования тонкомерной древесины на Украине: Монография. — М.: Лесная промышленность, 1974. — 120 с.
- Бегеба В. М. Лісоексплуатація: Навчальний посібник. — К.: НАУ, 1977. — 80 с.
- (рос.) Бегеба В. М. Почвообрабатывающие машины и орудия. Методические указания к лабораторным работам. — К.: УСХА, 1979.– 84 с.
- (рос.) Бегеба В. М. Методические указания по технологии заготовки и транспортировки тонкомерной древесины от рубок ухода. — Харьков, 1974. — 24 с.
- Бегеба В. М. Лісовозні дороги і транспорт лісу: Навчальний посібник. — К.: НАУ, 2003. — 87 с.
- (рос.) Бегеба В. М. Проблемы механизации работ при рубках ухода за лесом // Оборудование и инструмент. — 2007. — № 1. — С. 48-50.
- (рос.) Бегеба В. М. Совершенствование конструкций почвообрабатывающих машин для работы на не раскорчеванных вырубках // Оборудование и инструмент. — 2008. — № 3. — С. 66-68.
- Бегеба В. М. Лісоексплуатація з основами деревообробки. Методичні вказівки до навчальної практики. — К.: НАУ, 1997. — 82 с.

## Нагороди
Володимир Миколайович є лауреатом всесоюзних (1974; 1990) та національних (1993; 1995; 1996) науково-технічних конкурсів. За плідну наукову працю нагороджено:
- 1974 — срібна медаль ВДНГ СРСР,
- 1980 — срібна медаль ВДНГ СРСР;
- 1983 — медаль Президії Верховної Ради СРСР «В пам'ять 1500-річчя Києва».